# Stephan Winkler
Stephan Winkler (* 25. Januar 1967 in Görlitz) ist ein deutscher Komponist und Dirigent.

## Leben
Mit vier Jahren erhielt Winkler von seinem Vater, einem Kirchenmusiker, ersten Instrumental- und Musiktheorieunterricht. Ab dem elften Lebensjahr lernte er Violoncello und besuchte den Kompositionszirkel der Musikschule Berlin-Weißensee. 1983 bis 1985 absolvierte Winkler eine Lehre als Bibliotheksfacharbeiter. 1985 bis 1991 studierte er an der Hochschule für Musik "Hanns Eisler" in Berlin Komposition (u. a. bei Ruth Zechlin) und Violoncello. 1990 erwarb er sein Diplom mit der Komposition Как слёзы, капли дождевые... (Wie Tränen, Regentropfen...) für Mezzosopran und acht Instrumente (auf ein Gedicht von Arsenij Tarkovskij, 1989) und einer ausführlichen theoretischen Arbeit über das Werk. Im selben Jahr gründete er das erste Ensemble für zeitgenössische Musik der Hochschule, dessen künstlerischer und organisatorischer Leiter er bis 1999 war. Seit 1998 übernimmt Winkler auch Dirigierverpflichtungen bei anderen wichtigen Berliner Ensembles für neue Musik.
Winkler ist als freischaffender Komponist und Dirigent sowie als Lehrer für Komposition, Musiktheorie und Gehörbildung tätig. 1994/95 lebte er in New York City und studierte mit einem Postgraduiertenstipendium des Deutschen Akademischen Austauschdienstes (DAAD) am Music Department der Princeton University (Princeton, New Jersey). 2000 gründete er gemeinsam mit dem Komponisten Michael Beil das Produzententeam SKART, das seither audiovisuelle Konzertkonzepte realisiert. 1999/2000 erhielt Winkler ein Stipendium an der Cité Internationale des Arts in Paris, 2008 war er Stipendiat der Deutschen Akademie Villa Massimo in Rom.
Seit 2016 ist er Professor für Musiktheorie und Komposition an der Barenboim-Said-Akademie in Berlin.

## Kompositorisches Schaffen
Stephan Winkler begreift sein Komponieren als Bestandteil einer „Gegenwärtigen Europäischen Kunstmusik“, der aus den Spannungen zwischen kunstmusikalischem Anspruch an strukturelle Vielschichtigkeit und starken Einflüssen aus der Gegenwartskultur erwächst. Beispielhaft hierfür ist die produktive Auseinandersetzung mit stilistischen Tendenzen populärer Musik (z. B. Techno und Breakbeat), wie sie etwa in das vierstündige „dance party adventure“ XenophoniX (1996/97), in das Orchesterwerk comic strip (1998) oder in die gemeinsam mit dem Schriftsteller und Musiker Max Goldt veröffentlichte Pop-CD Nachts in schwarzer Seilbahn nach Waldpotsdam (1998) eingeflossen sind. Entsprechenden Einflüssen verdankt sich auch Winklers Interesse an der Idee des Remix eigener Werke und Kompositionen von Kollegen (etwa von Helmut Oehring und Michael Beil) sowie an der optionalen Einbeziehung visueller Elemente (vgl. dazu etwa Sisu. für Oboe und Klavier, 1993, und Sisu.RMX für Oboe, Klavier, Zuspiel und Video ad libitum, 2002).
Weitere wichtige Impulse für Winklers Schaffen stammen aus der Beschäftigung mit der Kunst des „independent comic strip“: So hat der Komponist etwa den formalen Aufbau seines Orchesterstücks comic strip (1998) nach den charakteristischen verschachtelt-zyklischen Erzählprinzipien dieser Kunstform gestaltet oder gar Bildergeschichten als Grundlage für szenische oder vokale Kompositionen benutzt (z. B. Mutters Wunsch nach einer Bildergeschichte von Eugen Egner, 2006; The Doubtful Guest nach einer Bildergeschichte von Edward Gorey, 2007). Comic-Elemente spielen auch in dem Musiktheater Der Universums-Stulp, uraufgeführt 2014 am Opernhaus Wuppertal, eine große Rolle. Winkler adaptierte hier zusammen mit Eugen Egner dessen gleichnamigen Roman zu einer „musikalischen Bildgeschichte in drei Heften“.

## Werke

### Solo
- TasteN für Klavier (1986)
- Soso, Klanglabyrinth mit Solostücken, Tapes und Live-Elektronik (Gemeinschaftsarbeit mit Juliane Klein, 1990)
- Grünbeins Musik für Violine und Zuspiel nach dem Gedicht „Das Ohr in der Uhr“ von Durs Grünbein (2002/03/07)

### Kammermusik
- NINE! für 9 Instrumente (1988)
- Jörmungandr im Traum für 2 Violoncelli, 7 Hörner und einen Raum mit sehr langem Hall (1991/92)
- Hrimfaxi für Englischhorn, 2 Hörner, 2 Tuben, Kontrabass, Harfe und Percussion (1992/93)
- Skinfaxi für Klarinette, 2 Violinen, Violoncello, Klavier und Percussion (1992/93, revidiert 1997)
- Sisu. für Oboe, Violoncello und Klavier (1993)
- ambient music für Flügelhorn, E-Gitarre, Posaune, Tonband und Live-Elektronik (1994/95)
- Huginn und Muninn für Viola und Klavier (1996)
- zigzag für 6 Saxophone, mit Video von Jesko Marx ad libitum (1999/2000)
- fling für 2x3 Blechbläser, Soundtrack und Video (von Jesko Marx) (2000)
- flung für 2x3 Saxophone, Soundtrack und Video (von Jesko Marx) (2000)
- zigzag2death für Sopransaxophon und Zuspiel (2000)
- Vom Durst nach Dasein. Sieben Sachen und eine Gegebenheit für Bratsche und noch sieben für Viola und 7 Instrumente (2000/01)
- Weniger Sechs RMX für Sextett und Zuspiel (Remix von Michael Beils Und Sechs, 2001)
- Sisu.RMX für Oboe, Violoncello, Klavier und Zuspiel, mit Video von Frédéric St.-Hilaire ad libitum (2002)
- Elektrizität für Flöte, Englischhorn, Violine, Violoncello, Klavier, Drumset und fünfkanaliges Zuspiel, mit Video von Daniel Kötter ad libitum (Remix von Helmut Oehrings Leuchter, 2004)
- Anästhesie. Fünf Ritardandi für 2 Pianisten an 3 Instrumenten (2006-...): Nr. I für zwei Flügel; Nr. II für Flügel und Keyboard; Nr. III für Flügel vierhändig; Nr. IV für Keyboard vierhändig
- Die im Syrup stecken für Akkordeon, Gitarre und Kontrabass (2012)
- Quartett vom Durst nach Dasein für Bratsche, Klavier, kleines Drumset, Kontrabass (2014)
- ÜBERRASCHUNG – mit Film von else (Twin) Gabriel für Flöte, Oboe, Klarinette, Violine, Violoncello, Keyboard, Schlagzeug, Live-Elektronik, Video (2015)

### Ensemble
- Surtur von Sinnen für 15 Streicher (1990)
- Gullinkambi für 11 Blasinstrumente (1994/95)
- XenophoniX, „dance party adventure“ in 47 Pfaden für Zuspiel, 11 Live-Musiker, multiple Videoprojektionen (von Jesko Marx), Objekte und backing ensembles (1996/97)
- Von der Gewissensnot der Insekten für 17 Instrumentalisten (Flöte, Oboe, Klarinette, Saxophon, Fagott, Horn, Posaune, Tuba, Klavier, Sampler, 2 Schlagzeuger, 2 Violinen, Viola, Violoncello, Kontrabass) (2013)

### Orchester
- zur nacht für großes Orchester mit Kinderchor auf das Gedicht „Mühle lass die arme still“ von Stefan George (1992)
- comic strip für großes Orchester in 11 Gruppen (1998)
- Von der Natur des Menschen für Orchester (2005)
- Das Lied vom elektrischen Wind für Orchester (4.3.4.3 – 4.4.4.1 – Pk., 3 Schlgz. – Sampler – Streicher: 12-10-8-7-6 +Zuspielungen) und drei Dutzend Kinder (2011)

### Vokalmusik
- mirlitonnades, 13 Miniaturen für Sopran und Violoncello, Text: Samuel Beckett (1987)
- Как слёзы, капли дождевые... (Wie Tränen, Regentropfen...) für Mezzosopran und acht Instrumente, Text von Arsenij Tarkovskij (1989)
- Конец навигаций (Ende der Navigation) für Mezzosopran, Violoncello, Celesta und Klavier, Text: Arsenij Tarkovskij (1991–96)
- The Doubtful Guest für fünfstimmigen gemischten Chor, Zuspiel und Video. Text: Edward Gorey nach einer eigenen Bildergeschichte (2006/07)
- midgard, Musik für ein multimediales Projekt des Malers Rainer Görß für zwei Sprecher, Trompete, E-Gitarre, Synthesizer, Percussion und Violoncello, Texte: Else Gabriel (1989)

### Musiktheater
- Mutters Wunsch, Trauerspiel in 2 Akten für Schulchor, -orchester und -band. Text: Eugen Egner nach einer eigenen Bildergeschichte (2006)
- Der Universums-Stulp. Musikalische Bildgeschichte in drei Heften nach dem gleichnamigen Roman von Eugen Egner.  Für 9 Sängerinnen und Sänger, 1 Schauspieler, Großes Ensemble (17 Spieler) und Zuspielungen (2012–2014)
- Schweres tragend – Kleines Musiktheater nach einem Text von Max Gold (2017)
- Tongs & Bones. Musiktheater ohne Worte für Sopran, Tenor, Bariton und neun Instrumente nach Bildergeschichten von Jim Woodring, Hefte 1&2, Episoden 1-5 UA Salzburg 2019
- ZUMUTUNG – kleines Musiktheater nach einem Gedicht von Michel Houellebecq und Panels von Charles Burns (2023)

## CDs
- Nachts in schwarzer Seilbahn nach Waldpotsdam, zehn Lieder mit Max Goldt (als Musiker-Duo NUUK), CD Traumton Records 4445 sowie als limitierte Vinyl-LP Hidden Records (1998)
- comic strip, auf: Musik in Deutschland 1950–2000 – Sinfonische Musik 2, 1990-2000, RCA/Sony BMG 74321 73519 2 (CD 2000)
- Gullinkambi, zigzag (inklusive Video zigzag: pi mal r quadrat von Jesko Marx), Vom Durst nach Dasein. Sieben Sachen und eine Gegebenheit für Bratsche und noch sieben. Edition Zeitgenössische Musik des Deutschen Musikrats, Wergo WER 6556 2 (DualDisc [CD/DVD] 2005)